# Bob Heil

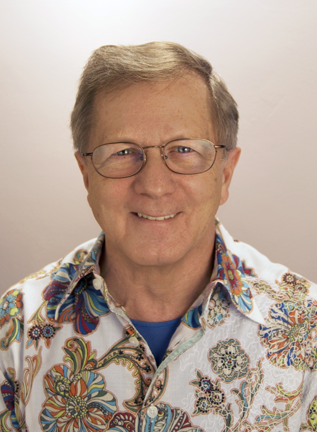
Bob Heil

Robert Gene Heil (* 5. Oktober 1940 in St. Louis; † 28. Februar 2024 in Belleville) war ein US-amerikanischer Tontechniker.
Heil gründete 1966 das Unternehmen Heil Sound, das Tontechnik für Rockkonzerte fertigte und installierte. Im Jahr 1973 erfand er eine leistungsfähige Talkbox, welche später von Jim Dunlop vertrieben worden ist. Später konzentrierte sich sein Unternehmen auf die Herstellung von Mikrophonen.
Als erster Gerätehersteller wurde Bob Heil 2007 eingeladen, seine historisch wichtigen Geräte (modular aufgebautes Mischpult, Quadrofonie-Mischpult, Talkbox) permanent in der Rock and Roll Hall of Fame auszustellen. Im Jahr 2014 erhielt er ein Ehrendoktorat der University of Missouri–St. Louis.
Bob Heil war Funkamateur mit dem Amateurfunkrufzeichen K9EID.

## Werke
- Practical Guide for Concert Sound. Melco, Houston 1978.
- Practical Guide for Concert Sound - Volume Two. Melco, Houston 1984.
- Heil Ham Radio Handbook.